# Volevaci, Kozeleț
Volevaci (în ucraineană Волевачі) este un sat în comuna Odînți din raionul Kozeleț, regiunea Cernihiv, Ucraina.

## Demografie
Componența lingvistică a localității Volevaci
     Ucraineană (99,26%)
     Alte limbi (0,74%)
Conform recensământului din 2001, majoritatea populației localității Volevaci era vorbitoare de ucraineană (99,26%), existând în minoritate și vorbitori de alte limbi.